# Lillpite
Lillpite är en tätort i Piteå kommun ungefär 25 kilometer västnordväst om Piteå, vid Lillpiteälven. 

## Befolkningsutveckling
| Befolkningsutvecklingen i Lillpite 1960–2020 | Befolkningsutvecklingen i Lillpite 1960–2020 | Befolkningsutvecklingen i Lillpite 1960–2020 | Befolkningsutvecklingen i Lillpite 1960–2020 | Befolkningsutvecklingen i Lillpite 1960–2020 |
| -------------------------------------------- | -------------------------------------------- | -------------------------------------------- | -------------------------------------------- | -------------------------------------------- |
|                                              |                                              |                                              |                                              |                                              |
| År                                           |                                              |                                              | Folkmängd                                    | Areal (ha)                                   |
| 1960                                         | 1960                                         |                                              | 522                                          | 180                                          |
| 1965                                         | 1965                                         |                                              | 478                                          | 180                                          |
| 1970                                         | 1970                                         |                                              | 447                                          |                                              |
| 1975                                         | 1975                                         |                                              | 448                                          |                                              |
| 1980                                         | 1980                                         |                                              | 435                                          |                                              |
| 1990                                         | 1990                                         |                                              | 451                                          | 164                                          |
| 1995                                         | 1995                                         |                                              | 483                                          | 165                                          |
| 2000                                         | 2000                                         |                                              | 503                                          | 165                                          |
| 2005                                         | 2005                                         |                                              | 454                                          | 167                                          |
| 2010                                         | 2010                                         |                                              | 429                                          | 166                                          |
| 2015                                         | 2015                                         |                                              | 385                                          | 132                                          |
| 2020                                         | 2020                                         |                                              | 386                                          | 132                                          |
|                                              |                                              |                                              |                                              |                                              |

## Samhället
Bebyggelsen ligger utspridd längs Lillpiteälvens och Norrbodabäckens dalgångar. På ortens Ica-butik finns apotek och ombud för Systembolaget. I samhället finns ett hembygdsmuseum och flera kulturhistoriska byggnader såsom lador, norrbottensgårdar, en kvarn i stående timmer, smedja och härbren. Skolan lades ner 2015.